# Bathyascus tropicalis
Bathyascus tropicalis är en svampart som beskrevs av Kohlm. 1980. Bathyascus tropicalis ingår i släktet Bathyascus och familjen Halosphaeriaceae.   Inga underarter finns listade i Catalogue of Life.